# Carnismo
Carnismo è un termine utilizzato in psicologia sociale e nel campo antropologico e dell'attivismo, che sta ad indicare un sistema di norme e cognizioni (memorie, credenze, bias cognitivi) della mente umana che normalizzano il consumo di carne, spesso in modo inconscio.
La psicologa sociale Melanie Joy introduce al carnismo con una serie di domande sul modo di rapportarsi con chi consideriamo cibo e chi no parlando di un sistema di pensiero che porta le persone a supportare l'utilizzo e il consumo di prodotti animali. Nella letteratura accademica, il carnismo viene rappresentato come un sistema culturale che giustifica il consumo di carne attraverso meccanismi di difesa della mente e da assunti culturali ampiamente diffusi sull'uso e consumo di prodotti animali nella società contemporanea.. Il termine carnismo è stato coniato nel 2001 dalla psicologa sociale Melanie Joy in vari suoi libri
Un punto centrale del carnismo è il paradosso nell'accettazione dell'atto di mangiare carne, ritenuto "naturale", "normale" e "necessario". Un'importante caratteristica del carnismo è il fatto di etichettare solo alcune categorie di animali come cibo, e l'accettazione di pratiche verso questi animali che verrebbero respinte in quanto ritenute una forma di tortura inaccettabile se applicate ad altre specie. Questo processo varia in diverse culture, così che per esempio i cani vengono mangiati in Asia ma sono considerati animali domestici in Occidente, mentre le vacche sono consumate in Occidente ma considerate sacre in buona parte dell'India. Le attitudini che gli umani hanno verso gli animali sono influenzate dall'utilità, dallo status e dalle abilità che si presume abbia quella specie o dall'attrattività estetica.

## Storia
L'autrice Melanie Joy descrive ed introduce nei suoi libri il significato del termine Carnismo associandolo spesso allo specismo.
Analizzando la storia del vegetarianismo dall'antica Grecia all'epoca contemporanea, lo studioso e letterario Renan Larue trovò alcuni punti in comune in ciò che descriveva come argomenti dei carnisti. Secondo lui, i carnisti sostenevano che il vegetarianismo è un'assurda idea indegna di attenzione, che l'umanità è investita del dominio sugli animali dall'autorità divina e che l'astensione dalla violenza contro gli animali costituirebbe una minaccia per gli umani. Scoprì che le opinioni che gli animali da allevamento non soffrono, e che il massacro è preferibile alla morte per malattia o predazione, acquistarono valuta nel diciannovesimo secolo, ma che il primo aveva precedenti negli scritti di Porfirio, un vegetariano che sosteneva la produzione umana di prodotti animali che non richiedono la macellazione di animali, come la lana.
Negli anni '70 le opinioni tradizionali sulla posizione morale degli animali furono messe in discussione da difensori dei diritti degli animali, tra cui lo psicologo Richard Ryder, che nel 1971 introdusse la nozione di specismo. Questo è definito come l'assegnazione di valore e diritti alle persone unicamente sulla base della loro appartenenza a una specie. Nel 2001 la psicologa sociale e scrittrice statunitense Melanie Joy ha coniato il termine carnismo per intendere una forma di specismo che sostiene le sottostanti usando gli animali come cibo, e in particolare uccidendoli per la carne. La Joy paragona il carnismo al patriarcato, sostenendo che entrambe sono ideologie normative dominanti che non vengono riconosciute a causa della loro ubiquità:
Non vediamo la carne mangiare come facciamo vegetariani - come una scelta, basata su una serie di ipotesi sugli animali, il nostro mondo e noi stessi. Piuttosto, la consideriamo una cosa determinata, "naturale", il modo in cui le cose sono sempre esistite e il modo in cui le cose saranno sempre. Mangiamo animali senza pensare a quello che stiamo facendo e perché, perché il sistema di credenze che sottostà a questo comportamento è invisibile. Questo sistema di credenze invisibili è quello che io chiamo il carnismo.
Sandra Mahlke sostiene che il carnismo è il "nodo centrale dello specismo", perché il consumo di carne motiva la giustificazione ideologica di altre forme di sfruttamento degli animali.
Il concetto del Carnismo in correlazione al movimento per la sostenibilità ambientale secondo Melanie Joy ha generato un secondo termime, l'ecocarnismo. tale teoria viene supportata in seguono all'applicazione delle tre N al mangiare la carne (Normale, Naturale, Necessario).

## Fattori psicologici
Alcuni studi in psicologia sociale sottolineano come la maggior parte delle persone può provare empatia verso gli animali non umani, ma si trova immerso in un sistema che generalmente sfrutta gli animali come risorsa. Questo può facilitare normali meccanismi della mente di dissonanza cognitiva, necessari per gestire il conflitto.
La mente, al fine di ridurre questa dissonanza di valori tende a creare strategie di pensiero quali:
1. Giustificazioni morali: mangiare carne è normale, naturale, necessario.
2. Negazione: è una difesa che nega che agli animali venga causata sofferenza.
3. Dissociazione: è una difesa utile a disconnettere in maniera simbolica i prodotti animali dalla loro origine, con il fine di creare una "distanza morale" che facilita il consumo di carne con meno disagio.[20]

La dissonanza cognitiva è un meccanismo che ogni cervello umano potrebbe attuare in determinate condizioni al fine di risolvere l'incoerenza e ridurre uno stato emotivo intenso (disagio, senso di colpa).
Dallo studio di Dhont e Hodson (2014) è emerso che alcune persone tendono a consumare più carne se percepiscono il vegetarianismo come una minaccia allo status quo. Questo è evidente in contesti dove le scelte alimentari sono molto legate all'identità culturale. Nei contesti Occidentali si tende a vedere gli animali (es. pollame, bovini) con livelli bassi di capacità di provare sensazioni e dolore, attribuendo generalmente meno facoltà mentali e morali agli animali che si mangiano.

## Critiche
Un articolo pubblicato nella rivista Drovers Cattle Network sull'industria della carne bovina ha criticato l'uso del termine, affermando che implicava che mangiare cibi animali fosse una "malattia psicologica".